# L'armata a cavallo (film)
L'armata a cavallo (Csillagosok, katonák) è un film del 1967 diretto da Miklós Jancsó.
Il titolo italiano è tratto dall'omonima opera letteraria scritta da Isaak Babel' nel 1926, ma non ha alcuna particolare attinenza con la storia narrata nel film.

## Trama
Russia, 1919. Allo scoppio della guerra civile in Russia, un gruppo di soldati ungheresi prigionieri di guerra si unisce ai bolscevichi, ma viene fatto prigioniero da una formazione dell'Armata Bianca. Alcuni di essi, sfuggiti alla sommaria fucilazione, si nascondono nei boschi e raggiungono un campo zarista, in alcune baracche che sono state adibite a ospedale. Nascosti dalle stesse infermiere, vengono scoperti e uccisi.
Intanto un altro gruppo di bolscevichi riesce a occupare la zona e a fare prigionieri i bianchi: questi vengono costretti a cambiare divisa e a combattere per loro. Ma sull'altra sponda del fiume c'è un'intera armata dell'esercito bianco, che sgomina i rivoluzionari in un bagno di sangue. Solo un rivoluzionario sopravvive al massacro e non gli rimane che vagare nel campo cosparso di cadaveri.